# Odontodynerus pretiosus
Odontodynerus pretiosus är en stekelart. Odontodynerus pretiosus ingår i släktet Odontodynerus och familjen Eumenidae. Utöver nominatformen finns också underarten O. p. houskai.